# Plocamiales
Plocamiales, red crvenih algi u razredu Florideophyceae, dio podrazreda Rhodymeniophycidae. Preko 70 vrsta u tri porodice. Ime je došlo po rodu Plocamium.

## Porodice
1. Plocamiaceae Kützing
2. Pseudoanemoniaceae V.J.Chapman
3. Sarcodiaceae Kylin